# シドニー中心業務地区
シドニー中心業務地区 (Sydney central business district)、一般的には、CBDあるいは、the Cityと呼ばれる地区で、オーストラリア・シティ・オブ・シドニーに属するサバーブ。シドニーの政治、経済、文化の中心地である。

## 概要
シドニーCBDは北辺をシドニー湾とし、シドニー湾を起点に南に約3キロメートルに広がる地域である。シドニー湾は、1788年に、ヨーロッパ人がオーストラリア大陸に初めて定住した地であり、近代オーストラリアの歴史の始まりとなった場所である。
北辺に位置する交通の要衝サーキュラー・キーから南北の軸がセントラル駅までの間に複数に走り、シドニー都市圏西部とイースタン・サバーブを結ぶ幹線道路が東西に横断する。

## 地理
CBDの西辺には再開発されたダーリングハーバーがあり、東辺にはシドニー王立植物園、ザ・ドメイン、ハイド・パークなどの緑地がある。
CBDを南北に縦断するジョージ通り（en）は、まさしく、シドニーの交通の要衝で、地上をバスが走り、地下には、シティ・サークル（en）と呼ばれる鉄道が走る。その交通の拠点には、QVBが存在する。
シドニーCBDの中でも、商業の中心は、マッコーリー通りとヨーク通りの間にある。その間にあるピット通りには、ピット・ストリート・モールと呼ばれる歩行者天国があり、商業施設が集積している。近くにはシドニー・タワーが建つ。

## 政治
シドニーCBDは、シティ・オブ・シドニーに属しているが、港湾や鉄道、道路などを管理しているのはニューサウスウェールズ州政府であり、資産局（en:Property NSW）や交通局（en:Transport for NSW）などを通してCBDの開発に対して管轄権を持っている。

## 経済
シドニーCBDは、オーストラリアで最も高い高層建築物が立ち並ぶ街でもある。その中で最も高い建築物は、309メートルの高さを誇るシドニー・タワーである。一方で、シドニー上空の飛行機の混雑を避けるために、高層建築物の高さは235メートルに制限されている。
また、この地域は、オーストラリアの企業の本社が集積されている。さらに、グローバル企業にとっては、アジア太平洋地域の本社を置くことも多い。金融の中心地でもあることから、ウエストパック銀行、オーストラリア・コモンウェルス銀行、シティバンク、ドイツ銀行、マッコーリー銀行、AMPリミテッド、インシュアランス・オーストラリア・グループ（en）の本社がある。

## 文化
シドニーCBDには、数多くの文化施設がある。著名な所では、シドニー博物館（en）、ニューサウスウェールズ州立図書館、旧シドニー税関（en）、シドニー市立図書館（en）、シアター・ロイヤル、シティ・リサイタル・ホール（en）、日本の国際交流基金がある。
世界遺産に登録されているシドニー・オペラハウスやシドニー現代美術館はCBDの北に位置する。
CBDの東を南北に走るマッコーリー通り沿いには、世界遺産のハイド・パーク・バラックスや通称・ラム酒病院のシドニー病院（en）、ニューサウスウェールズ州議事堂、ニューサウスウェールズ州最高裁判所（en）、シドニー造幣局などの歴史的建築物が立ち並ぶ。
オーストラリア博物館（en）、ニュー・サウス・ウェールズ州立美術館、シドニー・セント・メアリー大聖堂、は、CBDの東に位置する。
パワーハウス博物館（en）は、CBDの西、ダーリングハーバーの近くに所在する。
毎年1月には、シドニー・フェスティヴァル（en）が催される。この祭りの期間中には、文化、音楽、ダンスの展示が屋内外を問わず展開される。
シドニー映画祭（en）は、毎年6月に開催される国際的なイベントである。